# Plethochaetigera isolata
Plethochaetigera isolata là một loài ruồi trong họ Tachinidae.